# Бартелемі Шиненьєзе
Бартелемі Шиненьєзе (28 лютого 1998 , Кудкерк-Бранш ) — французький волейболіст, олімпійський чемпіон 2020 та 2024 років.

## Титули та досягнення
За збірну
- Олімпійський чемпіон 2020 року
- Олімпійський чемпіон 2024 року
- Переможець Світової ліги 2017 року
- Переможець Ліги націй 2022 року
- Срібний призер Ліги націй 2018 року
- Бронзовий призер Ліги націй 2021 року

Клубні
 Турс
- Чемпіон Франції (1): 2018/19
- Володар Кубку Франції (1): 2018/19